# ریپاخ
ریپاخ (به آلمانی: Rippach) یک منطقهٔ مسکونی در آلمان است که در لوتسن واقع شده‌است. ریپاخ ۶۸۹ نفر جمعیت دارد.